# Чапмения
Чапме́ния (лат. Chapmannia) — род растений семейства Бобовые.
Род назван в честь американского врача и ботаника Алвана Чапмена.

## Ареал
Виды рода Чапмения — деревья из Азии, Африки и Америки. Большинство видов — эндемики острова Сокотра.

## Виды
По данным МСОП, рода Чапмения включает виды:
- Chapmannia gracilis (Balf. f.) Thulin — Чапмения грациозная
- Chapmannia reghidensis Thulin & McKean
- Chapmannia sericea Thulin & McKean — Чапмения шелковистая
- Chapmannia tinireana Thulin

По информации базы данных The Plant List, род включает следующие виды:
- Chapmannia floridana Torr. & A.Gray — Чапмения флоридская
- Chapmannia gracilis (Balf. f.) Thulin — Чапмения грациозная
- Chapmannia prismatica (Sessé & Moc.) Thulin
- Chapmannia somalensis (Hillc. & J.B.Gillett) Thulin